# Alphonsea madraspatana
Alphonsea madraspatana Bedd. – gatunek rośliny z rodziny flaszowcowatych (Annonaceae Juss.). Występuje naturalnie w Indiach – w stanach Andhra Pradesh, Orisa oraz Tamilnadu. 

## Morfologia
PokrójZimozielone drzewo.
LiścieMają kształt od owalnie lancetowatego do eliptycznie lancetowatego. Mierzą 7–9 cm długości oraz 3–3,5 cm szerokości. Są czasami lekko owłosione od spodu. Nasada liścia jest klinowa. Wierzchołek jest tępy. Ogonek liściowy jest mniej lub bardziej owłosiony i dorasta do 5 mm długości.
KwiatySą pojedyncze lub zebrane po 2–6 w pęczkach. Działki kielicha mają owalny kształt i dorastają do 1 mm długości. Płatki mają owalny kształt. Są żółtego koloru. Osiągają do 4–5 mm długości. Kwiaty mają 3–4 owłosione i podłużne słupki o długości 2 mm.
OwoceZłożone. Są owłosione. Mają jajowaty kształt i żółtą barwę. Osiągają 10–20 mm długości.

## Biologia i ekologia
Kwitnie w maju, natomiast owoce pojawiają się w sierpniu.